# Олусеси, Каллум
Каллум Латиф Олусеси (англ. Callum Latif Olusesi; родился 11 марта 2007, Лондон, Англия) — английский футболист, полузащитник клуба «Тоттенхэм Хотспур».

## Клубная карьера
Воспитанник академии «Тоттенхэм Хотспур», в марте 2024 года Каллум Олусеси подписал свой первый профессиональный контракт с клубом. 7 ноября 2024 года впервые попал в заявку основной команды «шпор» на матч общего этапа Лиги Европы против турецкого «Галатасарая», однако на поле не появился. 23 января 2025 года вышел на замену в матче Лиги Европы против «Хоффенхайма», дебютировав за «Тоттенхэм Хотспур».

## Карьера в сборной
Выступал за сборные Англии до 16, до 17 и до 18 лет.